# Aranzueque
Aranzueque là một municipio trong tỉnh Guadalajara, Castile-La Mancha, Tây Ban Nha. Theo điều tra dân số 2004 (INE), municipio này có dân số là 385 người.